# Bushiella quadrangularis
Bushiella quadrangularis är en ringmaskart som först beskrevs av William Stimpson 1854.  Bushiella quadrangularis ingår i släktet Bushiella och familjen Serpulidae. Inga underarter finns listade i Catalogue of Life.